# Tilikum (Boot)

Die Route der Tilikum

Die Tilikum ist ein umgebauter Einbaum, mit dem der deutsch-kanadische Schiffszimmermann Johannes Clauß Voß und sein Begleiter Norman Luxton in den Jahren 1901 bis 1904 eine weitreichende Seereise unternahmen. Sie galt seinerzeit als kleinstes Segelfahrzeug, mit dem eine solche Reise unternommen wurde. Später, nach Abschluss der Reise ging das Boot in den Besitz des Maritime Museum of British Columbia in Victoria über.

## Beschreibung
Voß erwarb den Einbaum von Indianern auf Vancouver Island. Vor dem Antritt der Reise baute er ein Deck sowie einen erhöhten Plankengang auf das Fahrzeug und versah es mit drei Masten. Die Besegelung bestand aus einer Fock, zwei Gaffelsegeln und einem Besansegel. Der Tiefgang der Tilikum betrug achtern 61 Zentimeter und vorne 53 Zentimeter.